# 貞照寺

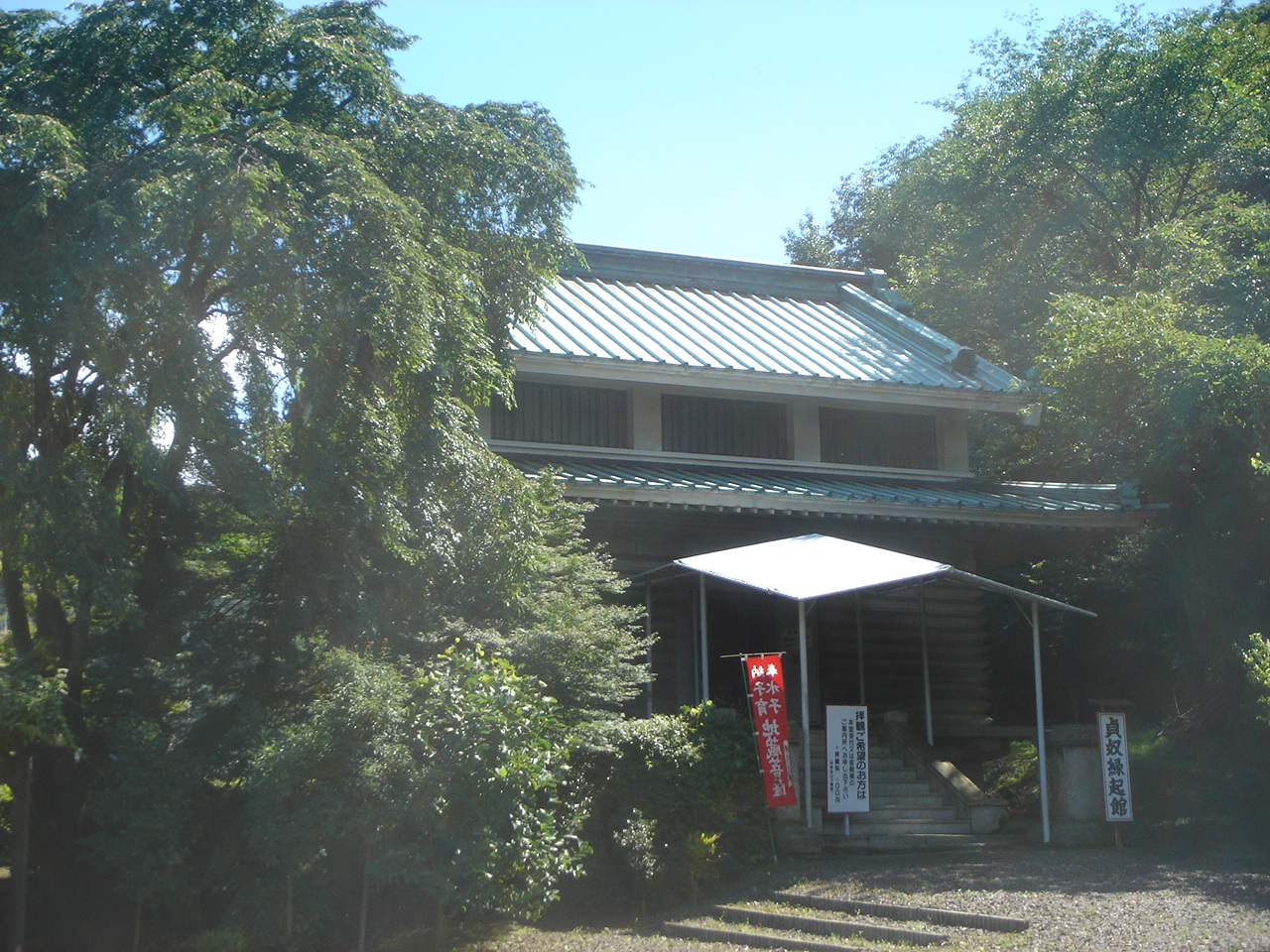
貞奴縁起館

貞照寺（ていしょうじ）は、岐阜県各務原市鵜沼宝積寺町にある真言宗智山派の寺院である。

## 概要
山号は成田山（なりたさん）。東海三十六不動尊第三十霊場。
日本最初の女優である川上貞奴が、私財で建立した寺である。
本尊は不動明王。貞奴は幼少の頃から成田山を信仰していたという。
本堂・庫裏・書院・鐘楼・門・宝物倉・稲荷堂・浄水舎が登録有形文化財となっている。

## 概況
境内の貞奴縁起館には、川上貞奴ゆかりの品、遺品が展示されている。また、霊廟には貞奴が葬られている。
諸芸上達、芸事成就にご利益があるといわれ、芸能人の参拝もある。

## 歴史
- 1933年（昭和8年）10月28日 - 建立。川上貞奴は入門し、ここを中心に信仰生活を送る。当初は「金剛山桃光院貞照寺」の名称である。
  - 金剛山桃光院貞照寺の桃光院は、恋仲であった福澤桃介が由来という。
- 1946年（昭和21年）12月7日 - 川上貞奴が死去。貞照寺に葬られる。
- 1960年（昭和35年） - 荒廃していた貞照寺は、成田山名古屋別院の管理下におかれ、“成田山貞照寺”に改称する。
- 1985年（昭和60年） - NHK大河ドラマ『春の波涛』で全国的に有名となる。
- 2024年（令和6年）2月27日 - 火災により鐘楼を焼失する[9][10]。

## 所在地
- 岐阜県各務原市鵜沼宝積寺町5-189

## 交通アクセス
- JR高山本線 鵜沼駅、名鉄各務原線・犬山線 新鵜沼駅より約2km。
- 各務原市ふれあいバス：鵜沼線・東西線（朝夕便）「貞照寺前」バス停下車、徒歩で約1分。